# Sven Stålberg
Sven Gunnar Stålberg, född 9 juli 1893 i Harbo församling i Uppland, död 4 januari 1973 i Skuttunge församling, var en svensk målare.
Han var son till lantbrukaren Johan Hjalmar Stålberg och Johanna Matilda Andersson. Stålberg studerade vid Uppsala tekniska skola 1915 och vid Tekniska skolan i Stockholm 1916–1917 och därefter vid Althins och Wilhelmsons målarskolor innan han fortsatte sina studier vid Konstakademien 1919–1923 där han under studietiden belönades med den kungliga medaljen. Han inledde sin konstnärsbana som skulptör men på grund av ekonomiska orsaker övergick han helt till bildkonsten. Separat ställde han ur ett flertal gånger i Uppsala och på Gummesons konsthall, Thurestams konstsalong samt i Gävle och Örebro. Tillsammans med Harald Efraim Andrén ställde han ut på Ekströms konsthall i Stockholm 1935 och tillsammans med Christian Larsson och Oskar Person i Västerås 1948 samt tillsammans med Erik Clarens Sjöberg och Wilhelm Skoglund i Lindesberg 1950. Han medverkade i samlingsutställningar arrangerade av Uplands konstförening och Sveriges allmänna konstförenings utställningar på Liljevalchs konsthall samt Uppsalagruppens utställningar. Hans konst består av kopior av äldre flamländska mästare, porträtt, landskap från Uppland, Dalarna och Härjedalen samt stadsmotiv från Uppsala och andra svenska småstäder. Stålberg är representerad vid Uppsala universitets samlingar och Västerås konstförenings galleri.